# Дигби, Люк
Люк Дигби (англ. Luke Digby; род. 5 февраля 2001, Шеффилд, Великобритания) — британский фигурист, выступающий в парном катании в паре с Анастейшей Вайпан-Ло. Они — четырёхкратные чемпионы Великобритании (2022—2025), серебряные призёры турнира серии «Челленджер» Warsaw Cup (2024).
По состоянию на 7 мая 2025 года пара Вайпан-Ло / Дигби занимает 11-е место в рейтинге Международного союза конькобежцев (ИСУ).

## Биография
Люк родился 5 февраля 2001 года в Шеффилде.

## Карьера

### Ранние годы

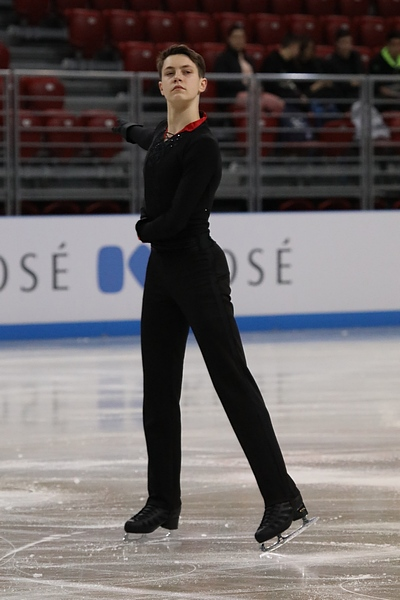
Люк на юниорском чемпионате мира (2018)

Люк начал кататься на коньках, когда ему было шесть лет. До 2019 года выступал в мужском одиночном катании. За это время он успел принять участие в Зимнем европейской юношеском олимпийском фестивале, где финишировал восьмым. Он дважды был чемпионом Великобритании среди юниоров, а также съездил на юниорский чемпионат мира в 2018 году, где стал лишь сорок третьим

### Переход в парное катание
После сезона 2018/2019 Дигби перешёл в парное катание, встав в пару с одиночницей Анастейшей Вайпан-Ло, а их тренерской командой стали Саймон Бриггс, Деби Бриггс и Джейсон Бриггс.

### 2021/2022: первый сезон в парном катании
Анастейшия и Люк дебютировали на международном уровне в октябре 2021 года на турнире серии «Челленджер» Finlandia Trophy, где заняли двенадцатое место. Осенью пара выступила ещё на трёх международных соревнованиях. Они выиграли домашний турнир Tayside Trophy, стали четвёртыми на Trophee Metropole Nice Cote d'Azur и семнадцатыми на челленджере в Варшаве.
В декабре пара выиграла свой первый чемпионат Великобритании, опередив Зои Джонс и Кристофера Бояджи. Однако единственное место в заявке сборной на чемпионат Европы было отдано Джонс и Бояджи. Впоследствии у Зоуи был выявлен COVID-19 из-за чего на чемпионат отправились Анастейшия и Люк. По итогам короткой программы на чемпионате Европы дебютанты турнира стали восемнадцатыми, что не позволило им попасть в произвольную программу.

### 2022/2023: дебют на этапах Гран-при, топ-10 чемпионата Европы
Новый сезон британская пара, как и год назад, начала на «Челленджере» в Финляднии, где они замкнули турнирную таблицу. Через пару недель Анастейшия и Люк взяли серебро на турнире Tayside Trophy.

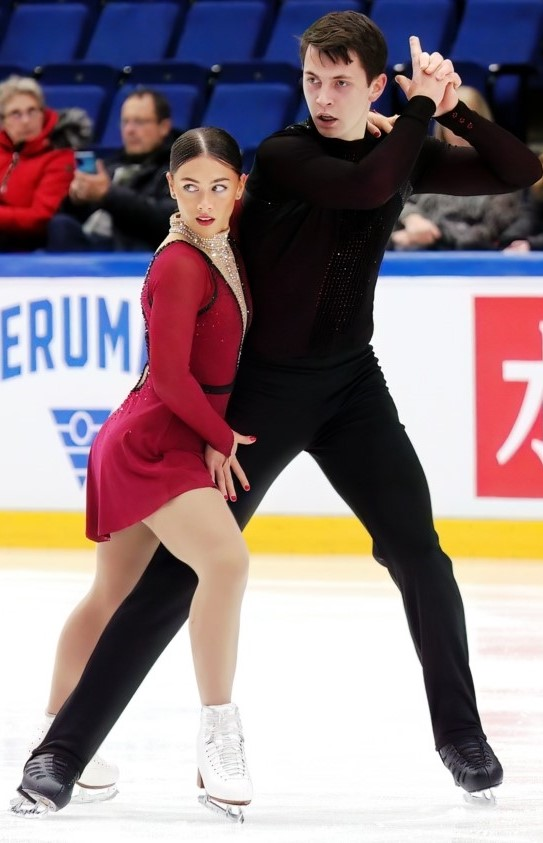
Анастейшия и Люк на домашнем этапе Гран-при (2022)

В ноябре пара дебютировала на этапах Гран-при, выступив на домашнем этапе, который проходил в родном городе Люка в Шеффилде. Британцы заняли последнее седьмое место. Через месяц они стали двукратными чемпионами страны, обыграв Лидию Смарт и Харри Маттика.
В январе 2023 они выступили на чемпионате Европы, где впервые в карьере вошли в десятку лучших. В марте на чемпионате мира пара попала в произвольную программу, став в итоговом протоколе шестнадцатыми.

### 2023/2024

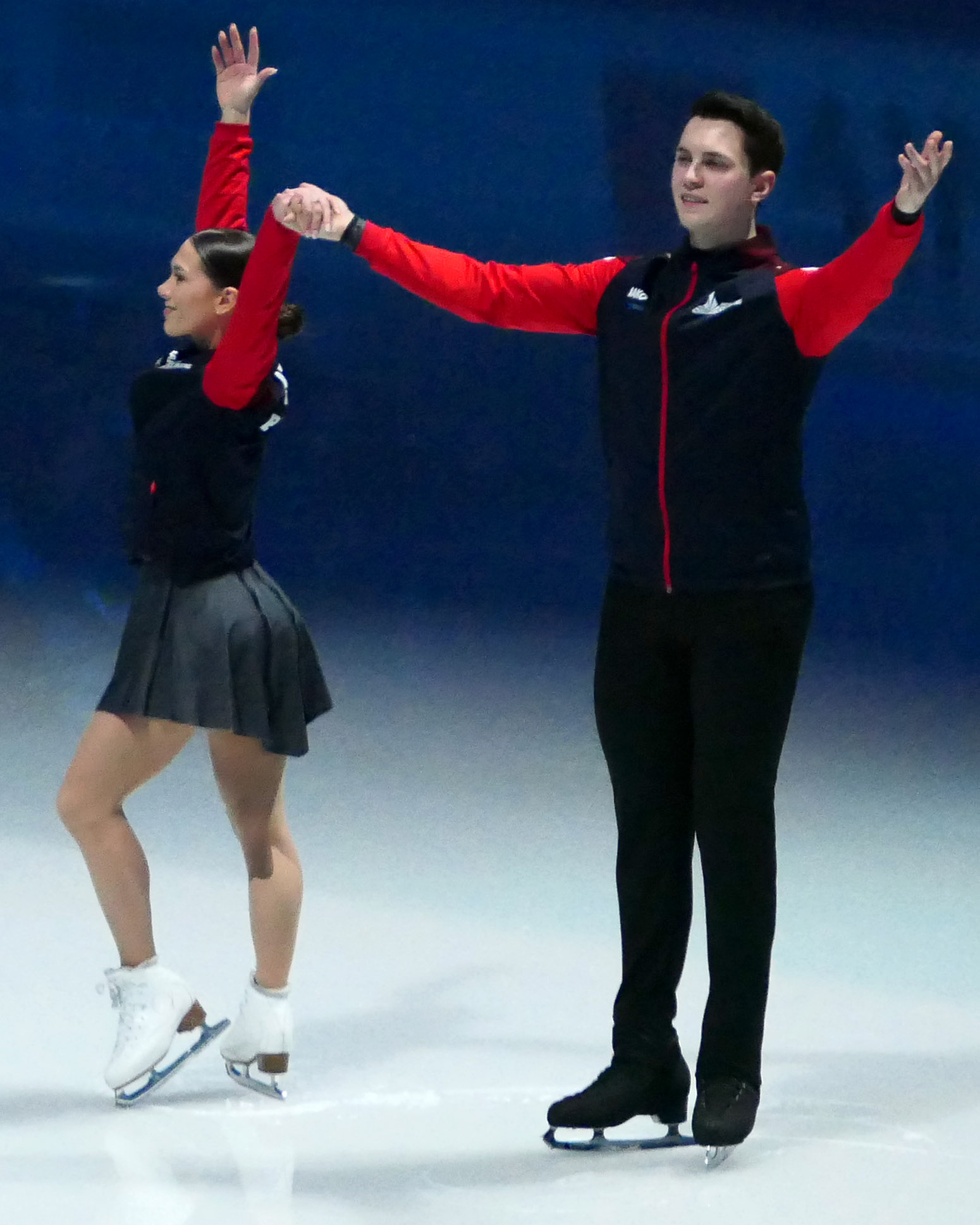
Вайпан-Ло и Дигби перед короткой программой на чемпионате мира (2024)

Пара начала новый сезон с выступлений на двух «Челленджерах» Lombardia Trophy и Autumn Classic International, где они стали восьмыми и пятыми, соответственно.
В октябре им предоставилась неожиданная возможность выступить на Гран-при Skate America, откуда снялись действующие чемпионы мира Рику Миура и Рюити Кихара. На турнире они финишировали седьмыми. В декабре 2023 года пара в третий раз подряд первенствовала на чемпионате Великобритании.
На чемпионате Европы в Каунасе Анастейшия и Люк улучшили свой прошлогодний результат, став в итоговой турнирной таблице девятыми. На мировом первенстве в Монреале британская пара второй год подряд отобралась в произвольную программу, где заняли двадцатое место.

### 2024/2025: топ-5 чемпионата Европы, олимпийская квалификация
Анастейшия и Люк начали свой сезон на турнире серии «Челленджер» Nebelhorn Trophy, где заняли шестое место. В октябре пара выступила на этапе Гран-при Skate America. По итогам этих соревнований они стали шестыми, но при этом обновили все свои личные рекорды, впервые в карьере набрав 180 баллов по сумме двух программ. За пару дней до американского этапа, Анастейшия и Люк узнали, что они выступят на NHK Trophy, так как одна из пар снялась с соревнований. В Японии британцы вновь стали шестыми. В конце ноября пара завоевала свою первую медаль на «Челленджерах» — серебро на Warsaw Cup, а затем они стали четырёхкратными чемпионами страны.
На чемпионате Европы в Таллине Вайпан-Ло и Дигби в короткой программе неожиданно заняли четвёртое место. На следующий день вовремя заключительной тренировки перед произвольной программой пара сильна упала при выполнении поддержки. Это не помешало им вечером выйти на лёд и сохранить место в топ-5, установив при этом новые личные рекорды в произвольной программе (118,93) и за общую сумму баллов (183,76). Анастейшия после сказала «Если бы кто-то сказал мне, что я войду в пятерку лучших на чемпионате Европы, я бы, наверное, сказала: «Да, это хорошо». Наша цель была попасть в десятку лучших».
На чемпионате мира, который в конце марта прошёл в Бостоне, разыгрывались первые олимпийские путёвки. Анастейшия и Люк по итогам двух программ заняли двенадцатое место. Им удалось привезти квоту Великобритании  на зимние Олимпийские игры, которые через год пройдут в Милане.

## Программы
(с Анастейшей Вайпан-Ло)
| Сезон     | Короткая программа                                                             | Произвольная программа | Показательные выступления                                                    |
| --------- | ------------------------------------------------------------------------------ | --- | ---------------------------------------------------------------------------- |

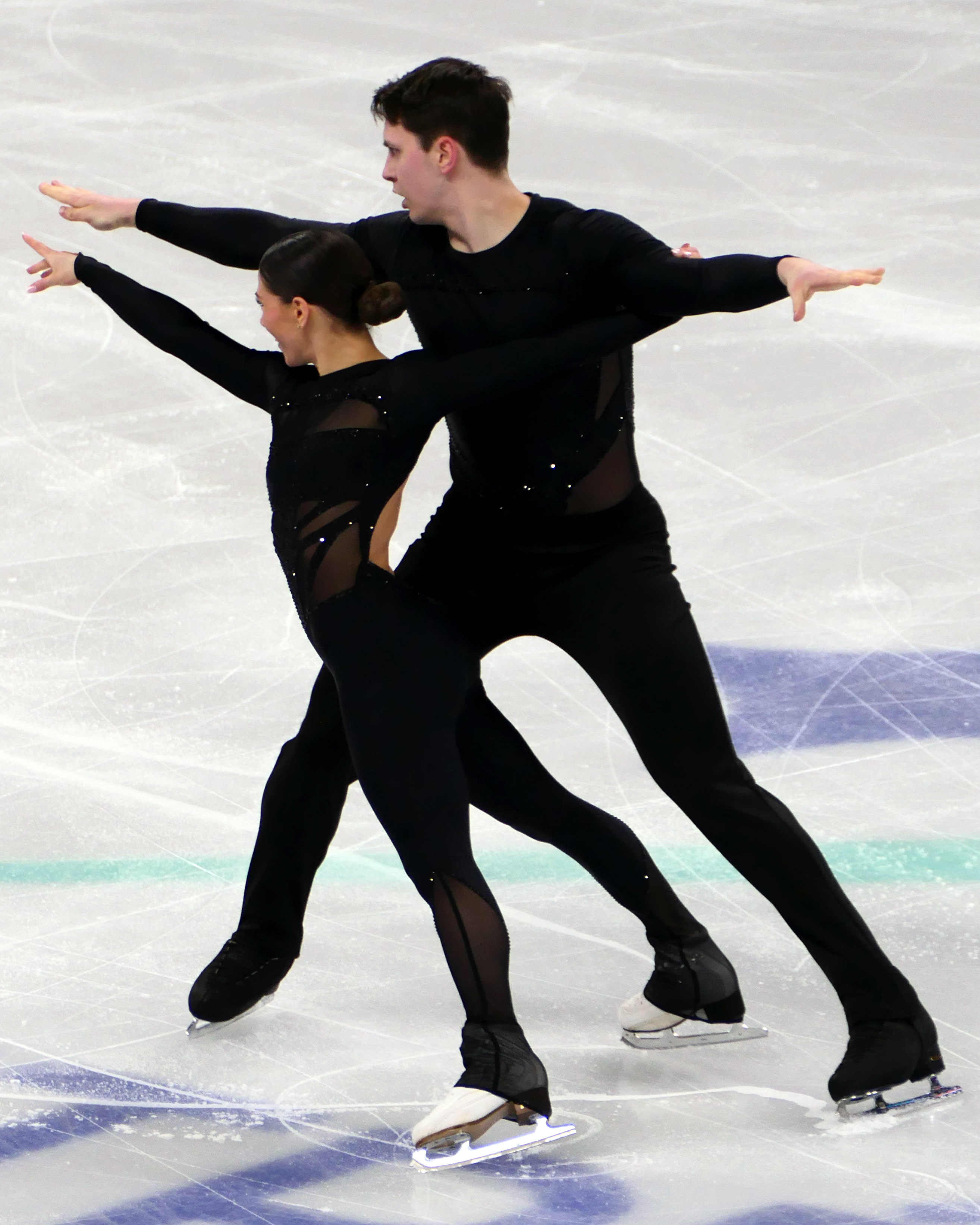
Произвольная программа на чемпионате мира

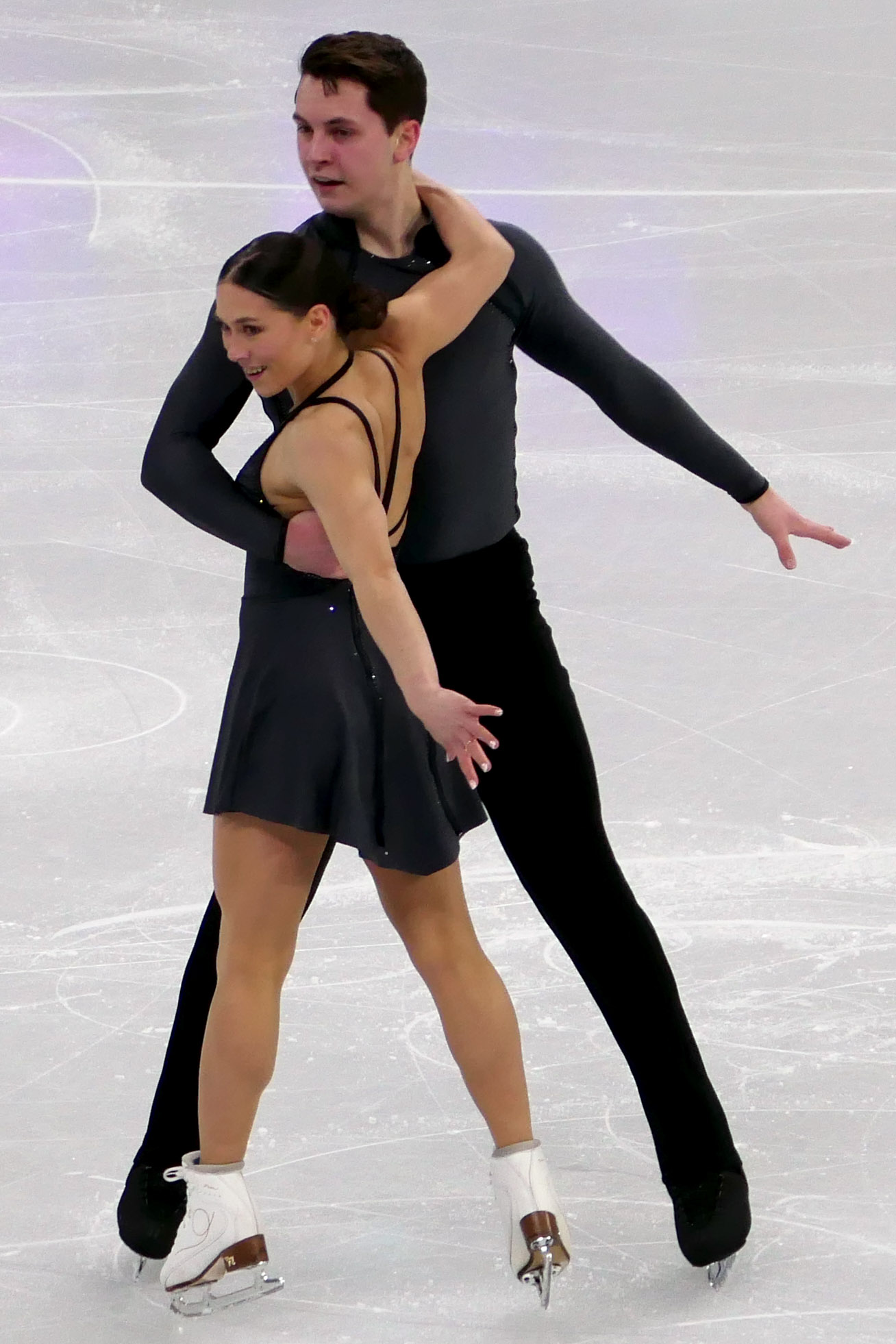
Короткая программа на чемпионате мира (2024)

| 2024/2025 | - Lighthouse Патрик Уотсон хореография: Кристофер Дин                          | - Arrival of the Birds by The Cinematic Orchestra & Rob Colling - Carry You Ruelle ft. Fleurie хореография: Марк Ханретти                                                                             | - Your Song (из Мулен Руж!) Эван Макгрегор и Алессандро Сафина               |
| 2023/2024 | - Never Tear Us Apart INXS в исполнении Bishop Briggs хореография: Марк Пиллей | - Survivor Destiny's Child в исполнении 2WEI ft. Элла Хайес - Gangsta's Paradise Coolio ft. L.V. в исполнении 2WEI хореография: Кристофер Дин                                                         | Never Tear Us Apart INXS в исполнении Bishop Briggs хореография: Марк Пиллей |
| 2022/2023 | - Never Tear Us Apart INXS в исполнении Bishop Briggs хореография: Марк Пиллей | - The Eternal City - Los Muertos Vivos Estan Томас Ньюман - Writing's on the Wall (из 007: Спектр) Сэм Смит - The Name's Bond...James Bond (из Казино «Рояль») Дэвид Арнодьд хореография : Эндрю Смит | - Another Love Том Оделл                                                     |
| 2021/2022 | - Привидение хореография : Марк Пиллей                                         | - The Eternal City - Los Muertos Vivos Estan Томас Ньюман - Writing's on the Wall (из 007: Спектр) Сэм Смит - The Name's Bond...James Bond (из Казино «Рояль») Дэвид Арнодьд хореография : Эндрю Смит |                                                                              |

## Результаты
CS: Challenger Series
| Соревнования                          | 21/22         | 22/23         | 23/24         | 24/25         |
| Международные                         | Международные | Международные | Международные | Международные |
| ------------------------------------- | ------------- | ------------- | ------------- | ------------- |
| Чемпионат мира                        |               | 16            | 20            | 12            |
| Чемпионат Европы                      | 18            | 10            | 9             | 5             |
| Этапы Гран-при: Skate America         |               |               | 7             | 6             |
| Этапы Гран-при: NHK Trophy            |               |               |               | 6             |
| Этапы Гран-при: MK John Wilson Trophy |               | 7             |               |               |
| CS Autumn Classic                     |               |               | 5             |               |
| CS Nebelhorn Trophy                   |               |               |               | 6             |
| CS Lombardia Trophy                   |               |               | 8             |               |
| CS Finlandia Trophy                   | 12            | 10            |               |               |
| CS Warsaw Cup                         | 17            | 7             |               | 2             |
| Warsaw Cup                            |               |               | 2             |               |
| Challenge Cup                         |               | 10            |               |               |
| Trophée Métropole Nice                | 4             |               |               |               |
| Tayside Trophy                        | 1             | 2             | 2             | 2             |
| Национальные                          |               |               |               |               |
| Чемпионат Великобритании              | 1             | 1             | 1             | 1             |